# عقد 1120 هـ
عقد 1120 هـ هو الفترة بين عام 1120 إلى 1129 في التقويم الهجري، أي العشر سنوات الثالثة من القرن الثاني عشر الهجري.